# Любач (Ражанаць)
Любач (хорв. Ljubač) — населений пункт у Хорватії, у Задарській жупанії у складі громади Ражанаць.

## Населення
Населення за даними перепису 2011 року становило 475 осіб.
Динаміка чисельності населення поселення:

## Клімат
Середня річна температура становить 14,47 °C, середня максимальна – 27,30 °C, а середня мінімальна – 2,22 °C. Середня річна кількість опадів – 925 мм.
| Клімат поселення                              | Клімат поселення | Клімат поселення | Клімат поселення | Клімат поселення | Клімат поселення | Клімат поселення | Клімат поселення | Клімат поселення | Клімат поселення | Клімат поселення | Клімат поселення | Клімат поселення | Клімат поселення |
| Показник                                      | Січ.             | Лют.             | Бер.             | Квіт.            | Трав.            | Черв.            | Лип.             | Серп.            | Вер.             | Жовт.            | Лист.            | Груд.            |                  |
| Середній максимум, °C                         | 10,38            | 10,85            | 13,50            | 16,57            | 21,13            | 24,91            | 27,30            | 27,06            | 23,10            | 18,86            | 13,45            | 10,81            |                  |
| Середня температура, °C                       | 6,31             | 6,76             | 9,42             | 12,49            | 17,08            | 20,83            | 24,00            | 23,77            | 19,80            | 15,55            | 10,15            | 7,51             |                  |
| Середній мінімум, °C                          | 2,22             | 2,70             | 5,34             | 8,40             | 12,99            | 16,73            | 20,70            | 20,47            | 16,50            | 12,25            | 6,85             | 4,24             |                  |
| Норма опадів, мм                              | 76               | 66               | 69               | 76               | 70               | 59               | 36               | 53               | 104              | 111              | 109              | 96               |                  |
| Середньомісячна швидкість вітру, м/с          | 2.83             | 2.94             | 3.12             | 2.98             | 2.60             | 2.40             | 2.43             | 2.32             | 2.51             | 2.66             | 3.20             | 3.09             |                  |
| Середньомісячна сонячна радіація, кДж/м²·день | 4854             | 7570             | 11221            | 16020            | 20343            | 22458            | 24177            | 20990            | 15370            | 9758             | 5314             | 4130             |                  |
| --------------------------------------------- | ---------------- | ---------------- | ---------------- | ---------------- | ---------------- | ---------------- | ---------------- | ---------------- | ---------------- | ---------------- | ---------------- | ---------------- | ---------------- |
| Джерело:                                      |                  |                  |                  |                  |                  |                  |                  |                  |                  |                  |                  |                  |                  |